# Раєвський Віталій Анатолійович
Віталій Анатолійович Раєвський (25 лютого 1949, Хирів — 17 листопада 2014, Київ) — український військовик. Генерал-майор. Начальник Аеромобільних військ ЗС України.

## Життєпис
Народився 25 лютого 1949 року в місті Хирів на Львівщині. У 1969 році закінчив Одеське вище артилерійське командне училище, згодом у 1981 Військову академію ім. М. Фрунзе та Військову академію Генерального штабу ЗС СРСР у 1991.
Проходив службу в 111-му гвардійському повітряно-десантному полку на посадах від командира взводу до заступника начальника штабу полку. З 1981 по 1982 р. — начальник штабу — заступник командира полку. З 1982 по 1983 р. — начальник штабу — заступник командира 1318-го ОДШП, з 1983 по 1985 р. — командир 1318-го ОДШП. 
У 1985—1987 рр. — командир 56-ї ОДШБР (Афганістан), 1987—1989 рр. — командир 38-ї ОДШБР, 1991—1992 рр. — начальник 242-го навчального центру повітряно-десантних військ. З 1992 по 1993 р. — начальник 95-го навчального центру Аеромобільних військ.
З 1993 по 1998 р. — начальник Аеромобільних військ ЗС України. З 10.1999 р. до 02.2000 р. Віталій Анатолійович обіймав посаду заступника голови Комітету у справах ветеранів війни та військових конфліктів в іноземних державах при Кабінеті Міністрів України. З 02.2000 р. по 14 листопада 2005 р. — заступник голови Державного комітету України у справах ветеранів. Звільнений з цієї посади у зв'язку з ліквідацією Комітету.

## Нагороди та відзнаки
- Орден «Червоного Прапора»,
- Орден «Червоної Зірки»,
- Орден «За службу Батьківщині в Збройних Силах СРСР» III ст.,
- Орден «Богдана Хмельницького» ІІ та ІІІ ст.,
- Відзнака Міністерства оборони України «Іменна вогнепальна зброя»
- нагороджений 30 медалями.